# Ngadirejo (Kaligesing)
Ngadirejo is een bestuurslaag in het regentschap Purworejo van de provincie Midden-Java, Indonesië. Ngadirejo telt 718 inwoners (volkstelling 2010).